# Sandusky County
Sandusky County er et county i den amerikanske delstat Ohio.

## Demografi
Ifølge folketællingen fra 2000 boede der 61,792 personer i amtet. Der var 23,717 husstande med 16,957 familier. Befolkningstætheden var 24 personer pr. km². Befolkningens etniske sammensætning var som følger: 92.20% hvide, 2.67% afroamerikanere.
Der var 23,717 husstande, hvoraf 33.30% havde børn under 18 år boende. 56.50% var ægtepar, som boede sammen, 10.50% havde en enlig kvindelig forsøger som beboer, og 28.50% var ikke-familier. 24.10% af alle husstande bestod af enlige, og i 10.60% af tilfældene boede der en person som var 65 år eller ældre.
Gennemsnitsindkomsten for en husstand var $40,584 årligt, mens gennemsnitsindkomsten for en familie var på $47,675 årligt.